# جيلبرت دي كلير
 جيلبرت دي كلير  (2 سبتمبر 1243 - 7 ديسمبر 1295) نبيل إنجليزي ذو نفوذ، وإيرل هيرتفورد وغلوستر، والشهير بـ" جيلبرت دي كلير الأحمر "، بسبب لون شعره.
ولد جيلبير دي كلير في هامبشاير، توفي والده في عام 1263، ليصبح إيرل هيرتفورد. انضم إلى صفوف البارونات الذين تمردوا على الملك هنري الثالث في إطار حرب البارونات الثانية، وكنه غير ولائه أثناء الحرب ليساعد الأمير إدوارد في معركة إيفشام التي انتهت بمقتل سيمون دي مونتفورت قائد البارونات، والتسريع بنهاية الحرب باستسلام البارونات للملك بعد ثلاث سنوات من الحرب.
أثناء غزو الملك إدوارد الأول لويلز في عام 1282، أصر دي كلير على قيادة الهجوم على جنوب ويلز. أعطى الملك إدوارد قيادة الجيش الجنوبي لدي كلير. ومع ذلك، واجه جيش دي كلير هزيمة كارثية في معركة لانديلو فاور، مما جعل الملك يقوم بعزله من القيادة.
توفي جيلبرت دي كلير في 7 ديسمبر 1295.